# Wereldkampioenschap voetbal vrouwen 1991
Het wereldkampioenschap voetbal vrouwen 1991 was de eerste editie van het Wereldkampioenschap voetbal vrouwen. Het werd gehouden in China en gewonnen door de Verenigde Staten. In de finale werd Noorwegen met 2–1 verslagen. Zweden werd derde.

## Stadions
| Guangzhou                     | Guangzhou          | Panyu              |
| ----------------------------- | ------------------ | ------------------ |
| Guangdong Provinciaal Stadion | Tianhe Stadion     | Ying Tung Stadion  |
| Capaciteit: 25.000            | Capaciteit: 60.000 | Capaciteit: 15.000 |
|                               |                    |                    |
| Foshan                        | Jiangmen           | Zhongshan          |
| New Plaza Stadion             | Jiangmenstadion    | Zhongshanstadion   |
| Capaciteit: 14.000            | Capaciteit: 13.000 | Capaciteit: 12.000 |
|                               |                    |                    |

## Teams

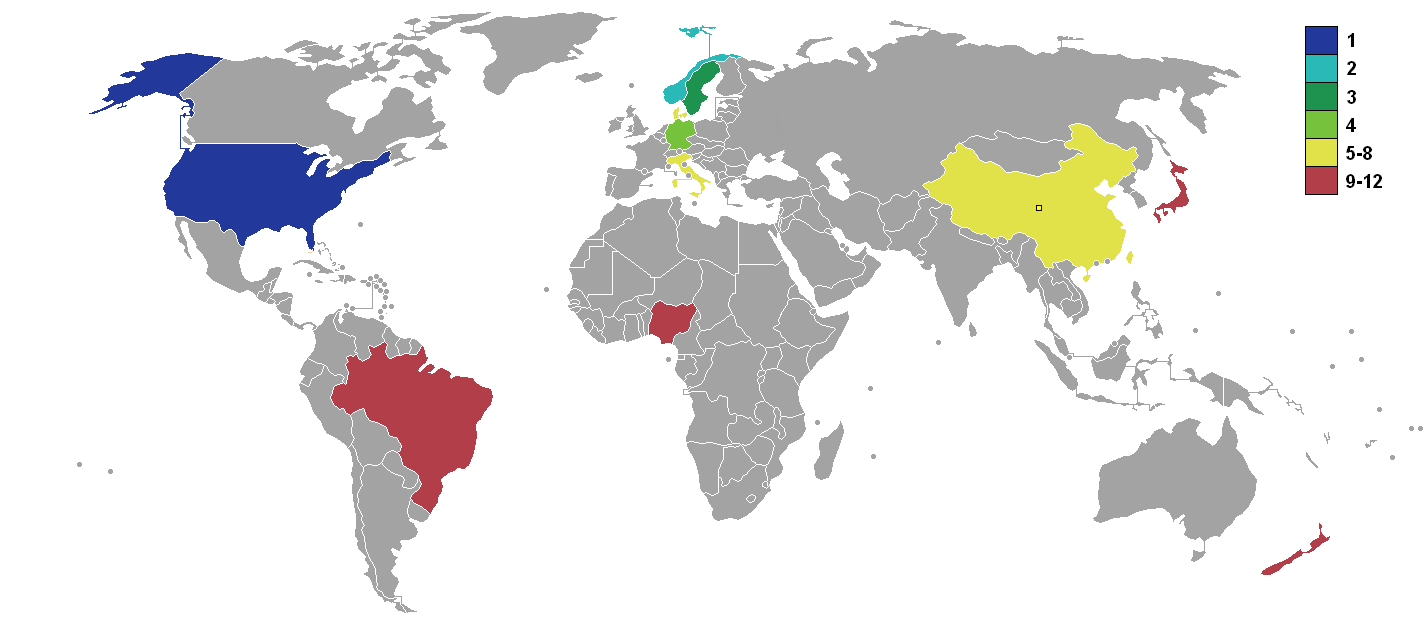
Deelnemende landen

| - Afrika (CAF) - Nigeria - Azië (AFC) - China - Japan - Chinees Taipei - Zuid-Amerika (CONMEBOL) - Brazilië - Oceanië (OFC) - Nieuw-Zeeland | - Europa (UEFA) - Denemarken - Duitsland - Italië - Noorwegen - Zweden - Noord- Centraal-Amerika en de Cariben (CONCACAF) - Verenigde Staten |

## Groepsfase

### Groep A
| Land          | Wed | Win | Gel | Ver | DV | DT | +/– | Pnt |
| ------------- | --- | --- | --- | --- | -- | -- | --- | --- |
| China         | 3   | 2   | 1   | 0   | 10 | 3  | +7  | 5   |
| Noorwegen     | 3   | 2   | 0   | 1   | 6  | 5  | +1  | 4   |
| Denemarken    | 3   | 1   | 1   | 1   | 6  | 4  | +2  | 3   |
| Nieuw-Zeeland | 3   | 0   | 0   | 3   | 1  | 11 | –10 | 0   |

#### Wedstrijdresultaten
|                   |                                                         |       |           |                                                                              |
| 16 november 20:45 | China                                                   | 4 – 0 | Noorwegen | Tianhe Stadion, Kanton Toeschouwers: 65.000 Scheidsrechter: Salvador Marcone |
| 16 november 20:45 | Ma Li 22' Liu Ailing 45' Liu Ailing 50' Sun Qingmei 75' |       |           | Tianhe Stadion, Kanton Toeschouwers: 65.000 Scheidsrechter: Salvador Marcone |

|                   |                                                             |       |               |                                                                        |
| 17 november 19:45 | Denemarken                                                  | 3 – 0 | Nieuw-Zeeland | Tianhe Stadion, Kanton Toeschouwers: 14.000 Scheidsrechter: Omer Yengo |
| 17 november 19:45 | Marianne Jensen 15' Marianne Jensen 40' Susan MacKensie 42' |       |               | Tianhe Stadion, Kanton Toeschouwers: 14.000 Scheidsrechter: Omer Yengo |

|                   |                                                                              |       |               |                                                                                            |
| 19 november 15:30 | Noorwegen                                                                    | 4 – 0 | Nieuw-Zeeland | Guangdong Provincial Stadion, Kanton Toeschouwers: 12.000 Scheidsrechter: Salvador Marcone |
| 19 november 15:30 | Julia Campbell 30' (e.d.) Linda Medalen 32' Linda Medalen 38' Hege Riise 49' |       |               | Guangdong Provincial Stadion, Kanton Toeschouwers: 12.000 Scheidsrechter: Salvador Marcone |

|                   |                             |       |                                     |                                                                                              |
| 19 november 19:45 | China                       | 2 – 2 | Denemarken                          | Guangdong Provincial Stadion, Kanton Toeschouwers: 27.000 Scheidsrechter: Vassilios Nikkakis |
| 19 november 19:45 | Sun Wen 37' Wei Haiying 76' |       | 24' Lisbet Kolding 55' Hanne Nissen | Guangdong Provincial Stadion, Kanton Toeschouwers: 27.000 Scheidsrechter: Vassilios Nikkakis |

|                   |                                                            |       |                     |                                                                                   |
| 21 november 19:45 | China                                                      | 4 – 1 | Nieuw-Zeeland       | New Plaza Stadion, Foshan Toeschouwers: 14.000 Scheidsrechter: Gyanu Raja Shresta |
| 21 november 19:45 | Zhou Yang 20' Liu Ailing 22' Wu Weiying 24' Liu Ailing 60' |       | 65' Kim Barbara Nye | New Plaza Stadion, Foshan Toeschouwers: 14.000 Scheidsrechter: Gyanu Raja Shresta |

|                   |                                            |       |                              |                                                                          |
| 21 november 19:45 | Noorwegen                                  | 2 – 1 | Denemarken                   | Ying Dong Stadion, Panyu Toeschouwers: 15.500 Scheidsrechter: Vadim Zhuk |
| 21 november 19:45 | Tina Svensson 14' (pen.) Linda Medalen 56' |       | 54' (pen.) Annette Thychosen | Ying Dong Stadion, Panyu Toeschouwers: 15.500 Scheidsrechter: Vadim Zhuk |

### Groep B
| Land             | Wed | Win | Gel | Ver | DV | DT | +/– | Pnt |
| ---------------- | --- | --- | --- | --- | -- | -- | --- | --- |
| Verenigde Staten | 3   | 3   | 0   | 0   | 11 | 2  | +9  | 6   |
| Zweden           | 3   | 2   | 0   | 1   | 12 | 3  | +9  | 4   |
| Brazilië         | 3   | 1   | 0   | 2   | 1  | 7  | –6  | 2   |
| Japan            | 3   | 0   | 0   | 3   | 0  | 12 | –12 | 0   |

#### Wedstrijdresultaten
|                   |       |          |          |                                                                       |
| 17 november 19:45 | Japan | 0 – 1    | Brazilië | New Plaza Stadion, Foshan Toeschouwers: 14.000 Scheidsrechter: Lu Jun |
| 17 november 19:45 |       | 4' Elane |          | New Plaza Stadion, Foshan Toeschouwers: 14.000 Scheidsrechter: Lu Jun |

|                   |                                        |       |                                                    |                                                                                |
| 17 november 19:45 | Zweden                                 | 2 – 3 | Verenigde Staten                                   | Ying Dong Stadion, Panyu Toeschouwers: 14.000 Scheidsrechter: John Toro Rendón |
| 17 november 19:45 | Lena Videkull 65' Ingrid Johansson 71' |       | 40' Carin Jennings 49' Carin Jennings 62' Mia Hamm | Ying Dong Stadion, Panyu Toeschouwers: 14.000 Scheidsrechter: John Toro Rendón |

|                   |       | |        |                                                                                   |
| 19 november 19:45 | Japan | 0 – 8 | Zweden | New Plaza Stadion, Foshan Toeschouwers: 14.000 Scheidsrechter: Gyanu Raja Shresta |
| 19 november 19:45 |       | 1' Lena Videkull 11' Lena Videkull 15' Anneli Andelen 25' Malin Lundgren 27' Helen Nilsson 35' Pia Sundhage 60' Anneli Andelen 70' (e.d.) Sayuri Yamaguchi |        | New Plaza Stadion, Foshan Toeschouwers: 14.000 Scheidsrechter: Gyanu Raja Shresta |

|                   |          |                                                                                            |                  |                                                                          |
| 19 november 19:45 | Brazilië | 0 – 5                                                                                      | Verenigde Staten | Ying Dong Stadion, Panyu Toeschouwers: 15.500 Scheidsrechter: Vadim Zhuk |
| 19 november 19:45 |          | 23' April Heinrichs 35' April Heinrichs 38' Carin Jennings 39' Michelle Akers 63' Mia Hamm |                  | Ying Dong Stadion, Panyu Toeschouwers: 15.500 Scheidsrechter: Vadim Zhuk |

|                   |       |                                                         |                  |                                                                                 |
| 21 november 15:30 | Japan | 0 – 3                                                   | Verenigde Staten | New Plaza Stadion, Foshan Toeschouwers: 14.000 Scheidsrechter: John Toro Rendón |
| 21 november 15:30 |       | 20' Michelle Akers 37' Michelle Akers 39' Wendy Gebauer |                  | New Plaza Stadion, Foshan Toeschouwers: 14.000 Scheidsrechter: John Toro Rendón |

|                   |          |                                             |        |                                                                      |
| 21 november 15:30 | Brazilië | 0 – 2                                       | Zweden | Ying Dong Stadion, Panyu Toeschouwers: 12.000 Scheidsrechter: Lu Jun |
| 21 november 15:30 |          | 42' (pen.) Pia Sundhage 56' Susanne Hedberg |        | Ying Dong Stadion, Panyu Toeschouwers: 12.000 Scheidsrechter: Lu Jun |

### Groep C
| Land           | Wed | Win | Gel | Ver | DV | DT | +/– | Pnt |
| -------------- | --- | --- | --- | --- | -- | -- | --- | --- |
| Duitsland      | 3   | 3   | 0   | 0   | 9  | 0  | +9  | 6   |
| Italië         | 3   | 2   | 0   | 1   | 6  | 2  | +4  | 4   |
| Chinees Taipei | 3   | 1   | 0   | 2   | 2  | 8  | –6  | 2   |
| Nigeria        | 3   | 0   | 0   | 3   | 0  | 7  | –7  | 0   |

#### Wedstrijdresultaten
|                   |                                                                      |       |         |                                                                               |
| 17 november 15:30 | Duitsland                                                            | 4 – 0 | Nigeria | Jiangmen Stadion, Jiangmen Toeschouwers: 14.000 Scheidsrechter: Rafael Medina |
| 17 november 15:30 | Silvia Neid 16' Heidi Mohr 32' Heidi Mohr 34' Gudrun Gottschlich 57' |       |         | Jiangmen Stadion, Jiangmen Toeschouwers: 14.000 Scheidsrechter: Rafael Medina |

|                   |                | |        |                                                                                |
| 17 november 19:45 | Chinees Taipei | 0 – 5                                                                                                   | Italië | Jiangmen Stadion, Jiangmen Toeschouwers: 11.000 Scheidsrechter: Fethi Boucetta |
| 17 november 19:45 |                | 15' Feriana Ferraguzzi 29' Adele Marsiletti 37' Carolina Morace 52' Carolina Morace 66' Carolina Morace |        | Jiangmen Stadion, Jiangmen Toeschouwers: 11.000 Scheidsrechter: Fethi Boucetta |

|                   |                                     |       |         |                                                                                |
| 19 november 15:30 | Italië                              | 1 – 0 | Nigeria | Zhongshanstadion, Zhongshan Toeschouwers: 12.000 Scheidsrechter: Jim McCluskey |
| 19 november 15:30 | Carolina Morace 68' Carolina Morace |       |         | Zhongshanstadion, Zhongshan Toeschouwers: 12.000 Scheidsrechter: Jim McCluskey |

|                   |                |                                                           |           |                                                                                 |
| 19 november 19:45 | Chinees Taipei | 0 – 3                                                     | Duitsland | Zhongshanstadion, Zhongshan Toeschouwers: 10.000 Scheidsrechter: Fethi Boucetta |
| 19 november 19:45 |                | 10' (pen.) Bettina Wiegmann 21' Heidi Mohr 50' Heidi Mohr |           | Zhongshanstadion, Zhongshan Toeschouwers: 10.000 Scheidsrechter: Fethi Boucetta |

|                   |                                     |       |         |                                                                               |
| 21 november 19:45 | Chinees Taipei                      | 2 – 0 | Nigeria | Jiangmen Stadion, Jiangmen Toeschouwers: 14.000 Scheidsrechter: Rafael Medina |
| 21 november 19:45 | Lim Meei-chun 38' Chou Tai-ying 55' |       |         | Jiangmen Stadion, Jiangmen Toeschouwers: 14.000 Scheidsrechter: Rafael Medina |

|                   |        |                                    |           |                                                                                |
| 21 november 19:45 | Italië | 0 – 2                              | Duitsland | Zhongshanstadion, Zhongshan Toeschouwers: 12.000 Scheidsrechter: Jim McCluskey |
| 21 november 19:45 |        | 67' Heidi Mohr 79' Britta Unsleber |           | Zhongshanstadion, Zhongshan Toeschouwers: 12.000 Scheidsrechter: Jim McCluskey |

## Knock-outfase
|  | Kwartfinale             | Kwartfinale          |                      |   | Halve finale         | Halve finale         |   |  | Finale | Finale |
|  |                         |                      |                      |   |                      |                      |   |  |        |        |
|  | 24 november – Kanton    |                      |                      |   |                      |                      |   |  |        |        |
|  |                         |                      |                      |   |                      |                      |   |  |        |        |
|  | China                   | 0                    |                      |   |                      |                      |   |  |        |        |
|  | China                   | 0                    | 27 november – Panyu  |   |                      |                      |   |  |        |        |
|  | Zweden                  | 1                    |                      |   |                      |                      |   |  |        |        |
|  | Zweden                  | 1                    | Zweden               | 1 |                      |                      |   |  |        |        |
|  | 24 november – Jiangmen  |                      | Zweden               | 1 |                      |                      |   |  |        |        |
|  |                         | Noorwegen            | 4                    |   |                      |                      |   |  |        |        |
|  | Noorwegen               | Noorwegen            | 4                    | 3 |                      |                      |   |  |        |        |
|  | Noorwegen               |                      | 30 november – Kanton | 3 |                      |                      |   |  |        |        |
|  | Italië                  | 2                    |                      |   |                      |                      |   |  |        |        |
|  | Italië                  | 2                    | Noorwegen            | 1 |                      |                      |   |  |        |        |
|  | 24 november – Zhongshan |                      | Noorwegen            | 1 |                      |                      |   |  |        |        |
|  |                         | Verenigde Staten     | 2                    |   |                      |                      |   |  |        |        |
|  | Denemarken              | Verenigde Staten     | 2                    | 1 |                      |                      |   |  |        |        |
|  | Denemarken              | 27 november – Kanton |                      | 1 |                      |                      |   |  |        |        |
|  | Duitsland               | 2                    |                      |   |                      |                      |   |  |        |        |
|  | Duitsland               | 2                    | Duitsland            | 2 | derde plaats         | derde plaats         |   |  |        |        |
|  | 24 november – Foshan    |                      | Duitsland            | 2 | derde plaats         | derde plaats         |   |  |        |        |
|  |                         | Verenigde Staten     | 5                    |   | 29 november – Kanton | 29 november – Kanton |   |  |        |        |
|  | Verenigde Staten        | Verenigde Staten     | 5                    | 7 | 29 november – Kanton | 29 november – Kanton |   |  |        |        |
|  | Verenigde Staten        |                      |                      |   |                      | Zweden               | 4 |  |        |        |
|  | Chinees Taipei          | 0                    |                      |   |                      | Zweden               | 4 |  |        |        |
|  | Chinees Taipei          | 0                    | Duitsland            | 0 |                      |                      |   |  |        |        |
|  |                         |                      | Duitsland            | 0 |                      |                      |   |  |        |        |

### Kwartfinales
|                   |                                            |       |                            |                                                                                     |
| 24 november 15:30 | Duitsland                                  | 2 – 1 | Denemarken                 | Zhongshanstadion, Zhongshan Toeschouwers: 12.000 Scheidsrechter: Vassilios Nikkakis |
| 24 november 15:30 | Bettina Wiegmann 17' (pen.) Heidi Mohr 98' |       | 25' (pen.) Susan Mackensie | Zhongshanstadion, Zhongshan Toeschouwers: 12.000 Scheidsrechter: Vassilios Nikkakis |

|                   |       |                 |        |                                                                              |
| 24 november 19:45 | China | 0 – 1           | Zweden | Tianhe Stadion, Kanton Toeschouwers: 55.000 Scheidsrechter: John Toro Rendón |
| 24 november 19:45 |       | 3' Pia Sundhage |        | Tianhe Stadion, Kanton Toeschouwers: 55.000 Scheidsrechter: John Toro Rendón |

|                   |                                                                |       |                                        |                                                                               |
| 24 november 19:45 | Noorwegen                                                      | 3 – 2 | Italië                                 | Jiangmen Stadion, Jiangmen Toeschouwers: 13.000 Scheidsrechter: Rafael Medina |
| 24 november 19:45 | Birthe Hegstad 22' Agnete Carlsen 67' Tina Svensson 96' (pen.) |       | 31' Raffaella Salmaso 80' Rita Guarino | Jiangmen Stadion, Jiangmen Toeschouwers: 13.000 Scheidsrechter: Rafael Medina |

|                   | |       |                |                                                                           |
| 24 november 19:45 | Verenigde Staten | 7 – 0 | Chinees Taipei | New Plaza Stadion, Foshan Toeschouwers: 12.000 Scheidsrechter: Omer Yengo |
| 24 november 19:45 | Michelle Akers 8' Michelle Akers 29' Michelle Akers 33' Julie Foudy 38' Michelle Akers 44' (pen.) Michelle Akers 48' Joy Fawcett 79' |       |                | New Plaza Stadion, Foshan Toeschouwers: 12.000 Scheidsrechter: Omer Yengo |

### Halve finales
|                   |             |       |                                                  |                                                                             |
| 27 november 15:30 | Zweden      | 1 – 4 | Noorwegen                                        | Ying Dong Stadion, Panyu Toeschouwers: 16.000 Scheidsrechter: Jim McCluskey |
| 27 november 15:30 | Videkull 6' |       | Svensson 39' (pen.) Medalen 41', 77' Carlsen 67' | Ying Dong Stadion, Panyu Toeschouwers: 16.000 Scheidsrechter: Jim McCluskey |

|                   |                                           |       |                       |                                                                                            |
| 27 november 15:30 | Verenigde Staten                          | 5 – 2 | Duitsland             | Guangdong Provincial Stadion, Kanton Toeschouwers: 15.000 Scheidsrechter: Salvador Marcone |
| 27 november 15:30 | Jennings 10', 22', 33' Heinrichs 54', 75' |       | Mohr 34' Wiegmann 63' | Guangdong Provincial Stadion, Kanton Toeschouwers: 15.000 Scheidsrechter: Salvador Marcone |

### Troostfinale
|                   |                                                                        |       |           |                                                                                               |
| 29 november 19:45 | Zweden                                                                 | 4 – 0 | Duitsland | Guangdong Provincial Stadion, Kanton Toeschouwers: 20.000 Scheidsrechter: Claudia Vasconcelos |
| 29 november 19:45 | Anneli Andelen 7' Pia Sundhage 11' Lena Videkull 29' Helen Nilsson 43' |       |           | Guangdong Provincial Stadion, Kanton Toeschouwers: 20.000 Scheidsrechter: Claudia Vasconcelos |

### Finale
|                   |                      |       |             |                                                 |
| 30 november 19:45 | Verenigde Staten     | 2 – 1 | Noorwegen   | Toeschouwers: 63.000 Scheidsrechter: Vadim Zhuk |
| 30 november 19:45 | Akers-Stahl 20', 78' |       | 29' Medalen | Toeschouwers: 63.000 Scheidsrechter: Vadim Zhuk |

## Kampioen
| WK voetbal voor vrouwen 1991 |
| ---------------------------- |
| VERENIGDE STATEN 1ste titel  |

## Prijzen
| Gouden Schoen  | Gouden Bal     | FIFA Fair Play |
| -------------- | -------------- | -------------- |
| Michelle Akers | Carin Jennings | Duitsland      |